# SIC Racing Team
Sepang Racing Team (anteriormente SIC Racing Team y Petronas Yamaha SRT por motivos de patrocinio en MotoGP) fue un equipo malasio de motociclismo, propiedad del Circuito Internacional de Sepang hasta 2021. El principal objetivo del equipo era preparar a los pilotos de Malasia. Para la temporada 2019, fue uno de los dos equipos en tener pilotos corriendo en MotoGP, Moto2, Moto3 y MotoE, donde llegaron a contar con pilotos como Valentino Rossi, Johann Zarco, Andrea Dovizioso, Fabio Quartararo y Franco Morbidelli, resultando subcampeones de la máxima categoría con estos dos últimos en 2020.

## Historia
El expiloto mundialista Johan Stigefelt creó su propio equipo en la clase media que debutó en 2014 usando una motociclieta Caterham Suter y contando con el patrocinio de la aerolínea malaya Air Asia. Sus pilotos fueron: el francés Johann Zarco y el americano Josh Herrin quien luego fue reemplazado por el tailandés Ratthapark Wilairot. Zarco le dio al equipo su primer podio en Cataluña y su primera pole position en Gran Bretaña.
El equipo se convirtió en el SIC Racing Team en la temporada 2015, compitiendo en la categoría de Moto3.
El equipo compitió solamente en Moto3 de 2015 a 2017, consiguiendo podios en Gran Bretaña, Valencia y en el gran premio de casa en Malasia todos ellos conseguidos por el checo Jakub Kornfeil.
En octubre de 2017, el equipo anunció que continuaría en Moto3 y también se expandiría a Moto2 en una colaboración entre el Circuito Internacional de Sepang y Petronas con Hafizh Syahrin como piloto. En diciembre de 2017, los directores del SIC Racing Team anunciaron que Petronas no patrocinaria al equipo, pero Hafizh Syahrin aún competiría con ellos en Moto2, sin embargo, tras la decisión de Jonas Folger de retirarse de MotoGP, el SIC Racing Team reemplazó a Syahrin con Zulfahmi Khairuddin para permitirle a Syahrin correr en MotoGP con el Monster Yamaha Tech 3. Khairuddin fue reemplazado por el piloto finlandés Niki Tuuli después del Gran Premio de España de 2018.
En julio de 2018, se anunció que el SIC Racing Team tomara el lugar dejado por el Ángel Nieto Team en MotoGP. Yamaha acordó suministrarles dos Yamaha YZR-M1 al equipo para las temporadas de 2019, 2020 y 2021. Sus pilotos de 2019 serán Fabio Quartararo y Franco Morbidelli.
El 14 de agosto de 2021, la petrolera malaya Petronas anunció el final de su patrocinio con el SIC Racing Team al final de la temporada 2021, cinco años después del comienzo de su relación contractual. Como consecuencia de esta salida, el equipo anunció el cierre de sus equipos en Moto2, Moto3 y MotoE en un movimiento pensado en utilizar esos recursos para mantener a flote el equipo de MotoGP.
El 26 de agosto de 2021, SIC Racing Team anunció públicamente la disolución de sus equipos al final de la temporada 2021 poniendo fin a siete años de travesía en el Campeonato del Mundo de Motociclismo. De cara a 2022, el director general del equipo, Razlan Razali y el director de equipo Johan Stigefelt mantendrán la estructura de MotoGP al formar un nuevo equipo que no tendrá relación con el SIC Racing Team.

## Resultados en el Campeonato del Mundo de Motociclismo
(Carreras en negrita indican pole position, Carreras en cursiva indican vuelta rápida)
| Temp. | Cat.   | Equipo                                                             | Moto               | No | Piloto                  | 1       | 2       | 3       | 4       | 5       | 6       | 7       | 8       | 9       | 10      | 11      | 12      | 13      | 14      | 15      | 16      | 17      | 18      | 19      | 20 | C.P. | Pts     | C.E. | Pts |
| ----- | ------ | ------------------------------------------------------------------ | ------------------ | -- | ----------------------- | ------- | ------- | ------- | ------- | ------- | ------- | ------- | ------- | ------- | ------- | ------- | ------- | ------- | ------- | ------- | ------- | ------- | ------- | ------- | -- | ---- | ------- | ---- | --- |
| 2014  | Moto2  | AirAsia Caterham Moto Racing AirAsia Caterham Caterham Moto Racing | Suter MMX2         | 5  | Johann Zarco            | QAT 23  | AME Ret | ARG 18  | ESP 8   | FRA Ret | ITA 7   | CAT 3   | NED 4   | GER Ret | IND 10  | CZE 9   | GBR 4   | RSM 3   | ARA 3   | JPN 4   | AUS Ret | MAL 4   | VAL 3   |         |    | 6.º  | 146     | –    | –   |
| 2014  | Moto2  | AirAsia Caterham Moto Racing AirAsia Caterham Caterham Moto Racing | Suter MMX2         | 2  | Josh Herrin             | QAT Ret | AME Ret |         |         | FRA 22  | ITA Ret | CAT 16  | NED 18  | GER Ret | IND 28  | CZE 21  | GBR 24  |         |         |         |         |         |         |         |    | NC   | 0       | –    | –   |
| 2014  | Moto2  | AirAsia Caterham Moto Racing AirAsia Caterham Caterham Moto Racing | Suter MMX2         | 14 | Ratthapark Wilairot     |         |         |         | ESP 19  |         |         |         |         |         |         |         |         | RSM 23  | ARA 22  | JPN 19  | AUS Ret | MAL Ret | VAL 19  |         |    | NC   | 0       | –    | –   |
| 2015  | Moto3  | DRIVE M7 SIC                                                       | KTM RC250GP        | 84 | Jakub Kornfeil          | QAT 17  | AME 11  | ARG 14  | SPA Ret | FRA 6   | ITA 16  | CAT Ret | NED 20  | GER 14  | IND 22  | CZE 9   | GBR 2   | RSM 17  | ARA 14  | JPN 12  | AUS 5   | MAL 6   | VAL 3   |         |    | 12.º | 89      | –    | –   |
| 2015  | Moto3  | DRIVE M7 SIC                                                       | KTM RC250GP        | 63 | Zulfahmi Khairuddin     | QAT 28  | AME 20  | ARG 20  | ESP 26  | FRA 14  | ITA 26  | CAT 24  | NED Ret | GER 19  | IND 25  | CZE 22  | GBR 14  | RSM Ret | ARA Ret | JPN 5   | AUS 12  | MAL Ret | VAL 17  |         |    | 23.º | 19      | –    | –   |
| 2016  | Moto3  | Drive M7 SIC Racing Team                                           | Honda NSF250RW     | 84 | Jakub Kornfeil          | QAT 10  | ARG 9   | AME 11  | SPA 5   | FRA 9   | ITA 17  | CAT 10  | NED 13  | GER 4   | AUT 19  | CZE 6   | GBR 15  | RSM 5   | ARA Ret | JPN 13  | AUS Ret | MAL 2   | VAL 7   |         |    | 8.º  | 112     | –    | –   |
| 2016  | Moto3  | Drive M7 SIC Racing Team                                           | Honda NSF250RW     | 7  | Adam Norrodin           | QAT 20  | ARG 11  | AME Ret | ESP 16  | FRA Ret | ITA 22  | CAT Ret | NED 19  | GER Ret | AUT 23  | CZE Ret | GBR 23  | RSM 23  | ARA 23  | JPN 12  | AUS 11  | MAL Ret | VAL 27  |         |    | 28.º | 14      | –    | –   |
| 2017  | Moto3  | SIC Racing Team Petronas Sprinta Racing                            | Honda NSF250RW     | 7  | Adam Norrodin           | QAT 10  | ARG 17  | AME 19  | ESP Ret | FRA DNS | ITA 18  | CAT 18  | NED Ret | GER 13  | CZE 9   | AUT 8   | GBR 12  | RSM Ret | ARA 15  | JPN Ret | AUS 8   | MAL 11  | VAL 17  |         |    | 17.º | 42      | –    | –   |
| 2017  | Moto3  | SIC Racing Team Petronas Sprinta Racing                            | Honda NSF250RW     | 71 | Ayumu Sasaki            | QAT 11  | ARG 20  | AME 18  | SPA 15  | FRA 19  | ITA 8   | CAT 16  | NED 15  | GER 17  | CZE 15  | AUT 18  | GBR 18  | RSM Ret | ARA 16  | JPN Ret | AUS 7   | MAL 12  | VAL 13  |         |    | 20.º | 32      | –    | –   |
| 2017  | Moto3  | SIC Racing Team Petronas Sprinta Racing                            | Honda NSF250RW     | 9  | Kasma Daniel Kasmayudin | QAT     | ARG     | AME     | SPA     | FRA     | ITA     | CAT     | NED     | GER     | CZE     | AUT     | GBR     | RSM     | ARA     | JPN     | AUS     | MAL Ret | VAL     |         |    | NC   | 0       | –    | –   |
| 2018  | Moto3  | Petronas Sprinta Racing                                            | Honda NSF250RW     | 7  | Adam Norrodin           | QAT 11  | ARG 5   | AME Ret | ESP 16  | FRA Ret | ITA Ret | CAT 13  | NED 21  | GER 11  | CZE Ret | AUT 17  | GBR C   | RSM 12  | ARA 8   | THA 15  | JPN 19  | AUS 7   | MAL 23  | VAL     |    | 21.º | 46      | 10.º | 96  |
| 2018  | Moto3  | Petronas Sprinta Racing                                            | Honda NSF250RW     | 71 | Ayumu Sasaki            | QAT 8   | ARG 16  | AME 11  | SPA 12  | FRA 16  | ITA 16  | CAT Ret | NED 19  | GER 10  | CZE 22  | AUT 7   | GBR C   | RSM Ret | ARA     | THA Ret | JPN 9   | AUS 10  | MAL 18  | VAL 11  |    | 20.º | 50      | 10.º | 96  |
| 2018  | Moto3  | Petronas Sprinta Racing                                            | Honda NSF250RW     | 26 | Izam Ikmal              | QAT     | ARG     | AME     | ESP     | FRA     | ITA     | CAT     | NED     | GER     | CZE     | AUT     | GBR     | RSM     | ARA     | THA     | JPN     | AUS     | MAL     | VAL Ret |    | NC   | 0       | 10.º | 96  |
| 2018  | Moto2  | SIC Racing Team Petronas Sprinta Racing                            | Kalex Moto2        | 63 | Zulfahmi Khairuddin     | QAT 28  | ARG 26  | AME 27  | ESP Ret | FRA     | ITA     | CAT     | NED     | GER     | CZE     | AUT     | GBR     | RSM     | ARA     | THA     | JPN     | AUS     | MAL     | VAL     |    | NC   | 0       | 18.º | 1   |
| 2018  | Moto2  | SIC Racing Team Petronas Sprinta Racing                            | Kalex Moto2        | 66 | Niki Tuuli              | QAT     | ARG     | AME     | SPA     | FRA 22  | ITA 17  | CAT Ret | NED DNS | GER DNS | CZE 21  | AUT 21  | GBR C   | RSM 21  | ARA 22  | THA 15  | JPN 21  | AUS DNS | MAL Ret | VAL Ret |    | 32.º | 1       | 18.º | 1   |
| 2019  | MotoE  | One Energy Racing                                                  | Energica Ego Corsa | 38 | Bradley Smith           | GER 2   | AUT 3   | RSM 12  | RSM 8   | VAL 2   | VAL 2   |         |         |         |         |         |         |         |         |         |         |         |         |         |    | 2.º  | 88      | –    | –   |
| 2019  | Moto3  | Petronas Sprinta Racing                                            | Honda NSF250RW     | 17 | John McPhee             | QAT 13  | ARG 21  | AME 14  | SPA 12  | FRA 1   | ITA 6   | CAT 13  | NED 5   | GER 6   | CZE Ret | AUT 3   | GBR 7   | RSM 2   | ARA 4   | THA Ret | JPN 6   | AUS 5   | MAL 7   | VAL Ret |    | 5.º  | 156     | 5.º  | 218 |
| 2019  | Moto3  | Petronas Sprinta Racing                                            | Honda NSF250RW     | 71 | Ayumu Sasaki            | QAT Ret | ARG 5   | AME Ret | SPA 15  | FRA 14  | ITA Ret | CAT 8   | NED 17  | GER 9   | CZE 11  | AUT 13  | GBR 6   | RSM Ret | ARA 13  | THA Ret | JPN 13  | AUS 7   | MAL Ret | VAL 19  |    | 20.º | 62      | 5.º  | 218 |
| 2019  | Moto2  | Petronas Sprinta Racing                                            | Kalex Moto2        | 38 | Bradley Smith           | QAT     | ARG     | AME     | SPA     | FRA     | ITA     | CAT     | NED     | GER     | CZE     | AUT     | GBR Ret | RSM     | ARA     | THA     | JPN     | AUS     | MAL     | VAL     |    | NC   | 0       | 16.º | 8   |
| 2019  | Moto2  | Petronas Sprinta Racing                                            | Kalex Moto2        | 47 | Adam Norrodin           | QAT     | ARG     | AME     | SPA     | FRA     | ITA     | CAT     | NED     | GER     | CZE     | AUT     | GBR     | RSM Ret | ARA DNS | THA 23  | JPN 22  | AUS 23  | MAL Ret | VAL 29  |    | NC   | 0       | 16.º | 8   |
| 2019  | Moto2  | Petronas Sprinta Racing                                            | Kalex Moto2        | 54 | Mattia Pasini           | QAT     | ARG     | AME     | SPA     | FRA Ret | ITA 11  | CAT     | NED     | GER     | CZE     | AUT     | GBR     | RSM     | ARA     | THA     | JPN     | AUS     | MAL     | VAL     |    | 20.º | 5       | 16.º | 8   |
| 2019  | Moto2  | Petronas Sprinta Racing                                            | Kalex Moto2        | 89 | Khairul Idham Pawi      | QAT 17  | ARG 13  | AME 17  | SPA DNS | FRA     | ITA     | CAT     | NED     | GER     | CZE     | AUT     | GBR     | RSM     | ARA     | THA     | JPN     | AUS     | MAL     | VAL     |    | 30.º | 3       | 16.º | 8   |
| 2019  | Moto2  | Petronas Sprinta Racing                                            | Kalex Moto2        | 94 | Jonas Folger            | QAT     | ARG     | AME     | SPA     | FRA     | ITA     | CAT 19  | NED 17  | GER 17  | CZE 19  | AUT 18  | GBR     | RSM     | ARA     | THA     | JPN     | AUS     | MAL     | VAL     |    | NC   | 0       | 16.º | 8   |
| 2019  | MotoGP | Petronas Yamaha SRT                                                | Yamaha YZR-M1      | 20 | Fabio Quartararo        | QAT 16  | ARG 8   | AME 7   | SPA Ret | FRA 8   | ITA 10  | CAT 2   | NED 3   | GER Ret | CZE 7   | AUT 3   | GBR Ret | RSM 2   | ARA 5   | THA 2   | JPN 2   | AUS Ret | MAL 7   | VAL 2   |    | 5.º  | 192     | 4.º  | 307 |
| 2019  | MotoGP | Petronas Yamaha SRT                                                | Yamaha YZR-M1      | 21 | Franco Morbidelli       | QAT 11  | ARG Ret | AME 5   | SPA 7   | FRA 7   | ITA Ret | CAT Ret | NED 5   | GER 9   | CZE Ret | AUT 10  | GBR 5   | RSM 5   | ARA Ret | THA 6   | JPN 6   | AUS 11  | MAL 6   | VAL Ret |    | 10.º | 115     | 4.º  | 307 |
| 2020  | MotoE  | WithU Motorsport MotoE Team                                        | Energica Ego Corsa | 84 | Jakub Kornfeil          | SPA 16  | AND 12  | RSM 16  | ERM 12  | ERM 13  | FRA 13  | FRA 15  |         |         |         |         |         |         |         |         |         |         |         |         |    | 18.º | 15      | –    | –   |
| 2020  | Moto3  | Petronas Sprinta Racing                                            | Honda NSF250RW     | 17 | John McPhee             | QAT 2   | SPA Ret | AND 2   | CZE 5   | AUT 3   | EST Ret | RSM 1   | ERM 10  | CAT Ret | FRA Ret | ARA 5   | TER 6   | EUR Ret | VAL 11  | POR 9   |         |         |         |         |    | 7.º  | 131     | 8.º  | 131 |
| 2020  | Moto3  | Petronas Sprinta Racing                                            | Honda NSF250RW     | 89 | Khairul Idham Pawi      | QAT 26  | SPA 22  | AND 20  | CZE 22  | AUT DNS | EST     | RSM 21  | ERM 24  | CAT 24  | FRA 19  | ARA 27  | TER 27  | EUR 22  | VAL Ret | POR 28  |         |         |         |         |    | NC   | 0       | 8.º  | 131 |
| 2020  | Moto2  | Petronas Sprinta Racing                                            | Kalex Moto2        | 96 | Jake Dixon              | QAT 14  | SPA 18  | AND Ret | CZE Ret | AUT 14  | EST 8   | RSM 16  | ERM 6   | CAT Ret | FRA Ret | ARA 4   | TER 7   | EUR DNS | VAL     | POR     |         |         |         |         |    | 18.º | 44      | 10.º | 123 |
| 2020  | Moto2  | Petronas Sprinta Racing                                            | Kalex Moto2        | 97 | Xavi Vierge             | QAT 9   | SPA 10  | AND 8   | CZE 12  | AUT 5   | EST 6   | RSM 4   | ERM Ret | CAT Ret | FRA Ret | ARA 16  | TER 12  | EUR 9   | VAL 13  | POR 10  |         |         |         |         |    | 10.º | 79      | 10.º | 123 |
| 2020  | MotoGP | Petronas Yamaha SRT                                                | Yamaha YZR-M1      | 20 | Fabio Quartararo        | QAT C   | SPA 1   | AND 1   | CZE 7   | AUT 8   | EST 13  | RSM Ret | ERM 4   | CAT 1   | FRA 9   | ARA 18  | TER 8   | EUR 14  | VAL Ret | POR 14  |         |         |         |         |    | 8.º  | 127     | 2.º  | 248 |
| 2020  | MotoGP | Petronas Yamaha SRT                                                | Yamaha YZR-M1      | 21 | Franco Morbidelli       | QAT C   | SPA 5   | AND Ret | CZE 2   | AUT Ret | EST 15  | RSM 1   | ERM 9   | CAT 4   | FRA Ret | ARA 6   | TER 1   | EUR 11  | VAL 1   | POR 3   |         |         |         |         |    | 2.º  | 158     | 2.º  | 248 |
| 2021  | MotoE  | One Energy Racing                                                  | Energica Ego Corsa | 51 | Eric Granado            | SPA 13  | FRA 1   | CAT Ret | NED 1   | AUT 2   | RSM Ret | RSM 5   |         |         |         |         |         |         |         |         |         |         |         |         |    | 4.º  | 84      | –    | –   |
| 2021  | Moto3  | Petronas Sprinta Racing                                            | Honda NSF250RW     | 17 | John McPhee             | QAT Ret | DOH Ret | POR 23  | SPA Ret | FRA 4   | ITA 7   | CAT Ret | GER 11  | NED 6   | EST 13  | AUT 7   | GBR 12  | ARA     | RSM 13  | AME 3   | ERM Ret | ALG Ret | VAL 11  |         |    | 13.º | 77      | 5.º  | 216 |
| 2021  | Moto3  | Petronas Sprinta Racing                                            | Honda NSF250RW     | 40 | Darryn Binder           | QAT 3   | DOH 2   | POR 20  | SPA 22  | FRA 20  | ITA 5   | CAT 5   | GER 14  | NED 7   | EST 6   | AUT 9   | GBR 7   | ARA 7   | RSM 6   | AME 7   | ERM 4   | ALG DSQ | VAL Ret |         |    | 7.º  | 136     | 5.º  | 216 |
| 2021  | Moto3  | Petronas Sprinta Racing                                            | Honda NSF250RW     | 63 | Syarifuddin Azman       | QAT     | DOH     | POR     | SPA     | FRA     | ITA     | CAT     | GER     | NED     | EST     | AUT     | GBR     | ARA 13  | RSM     | AME     | ERM     | ALG     | VAL     |         |    | 30.º | 3       | 5.º  | 216 |
| 2021  | Moto2  | Petronas Sprinta Racing                                            | Kalex Moto2        | 17 | John McPhee             | QAT     | DOH     | POR     | SPA     | FRA     | ITA     | CAT     | GER     | NED     | EST     | AUT     | GBR     | ARA 20  | RSM     | AME     | ERM     | ALG     | VAL     |         |    | 37.º | 0       | 8.º  | 123 |
| 2021  | Moto2  | Petronas Sprinta Racing                                            | Kalex Moto2        | 77 | Adam Norrodin           | QAT     | DOH     | POR     | SPA     | FRA     | ITA     | CAT     | GER     | NED     | EST     | AUT     | GBR Ret | ARA     | RSM     | AME     | ERM     | ALG     | VAL     |         |    | NC   | 0       | 8.º  | 123 |
| 2021  | Moto2  | Petronas Sprinta Racing                                            | Kalex Moto2        | 96 | Jake Dixon              | QAT 7   | DOH Ret | POR Ret | SPA DNS | FRA 18  | ITA 14  | CAT 18  | GER 21  | NED 18  | EST 11  | AUT 11  | GBR     | ARA     | RSM 19  | AME 10  | ERM 13  | ALG Ret | VAL 16  |         |    | 20.º | 30      | 8.º  | 123 |
| 2021  | Moto2  | Petronas Sprinta Racing                                            | Kalex Moto2        | 97 | Xavi Vierge             | QAT Ret | DOH 9   | POR 7   | SPA 6   | FRA Ret | ITA Ret | CAT 3   | GER Ret | NED 8   | EST 9   | AUT 14  | GBR 8   | ARA Ret | RSM 8   | AME 8   | ERM Ret | ALG Ret | VAL 6   |         |    | 11.º | 93      | 8.º  | 123 |
| 2021  | MotoGP | Petronas Yamaha SRT                                                | Yamaha YZR-M1      | 04 | Andrea Dovizioso        | QAT     | DOH     | POR     | SPA     | FRA     | ITA     | CAT     | GER     | NED     | EST     | AUT     | GBR     | ARA     | RSM 21  | AME 13  | ERM 13  | ALG 14  | VAL 12  |         |    | 24.º | 12      | 10.º | 96  |
| 2021  | MotoGP | Petronas Yamaha SRT                                                | Yamaha YZR-M1      | 21 | Franco Morbidelli       | QAT 18  | DOH 12  | POR 4   | SPA 3   | FRA 16  | ITA 16  | CAT 9   | GER 18  | NED     | EST     | AUT     | GBR     | ARA     | RSM     | AME     | ERM     | ALG     | VAL     |         |    | 17.º | 40 (47) | 10.º | 96  |
| 2021  | MotoGP | Petronas Yamaha SRT                                                | Yamaha YZR-M1      | 31 | Garrett Gerloff         | QAT     | DOH     | POR     | SPA     | FRA     | ITA     | CAT     | GER     | NED 17  | EST     | AUT     | GBR     | ARA     | RSM     | AME     | ERM     | ALG     | VAL     |         |    | 29.º | 0       | 10.º | 96  |
| 2021  | MotoGP | Petronas Yamaha SRT                                                | Yamaha YZR-M1      | 35 | Cal Crutchlow           | QAT     | DOH     | POR     | SPA     | FRA     | ITA     | CAT     | GER     | NED     | EST 17  | AUT 17  | GBR     | ARA     | RSM     | AME     | ERM     | ALG     | VAL     |         |    | 28.º | 0       | 10.º | 96  |
| 2021  | MotoGP | Petronas Yamaha SRT                                                | Yamaha YZR-M1      | 46 | Valentino Rossi         | QAT 12  | DOH 16  | POR Ret | SPA 16  | FRA 11  | ITA 10  | CAT Ret | GER 14  | NED Ret | EST 13  | AUT 8   | GBR 18  | ARA 19  | RSM 17  | AME 15  | ERM 10  | ALG 13  | VAL 10  |         |    | 18.º | 44      | 10.º | 96  |
| 2021  | MotoGP | Petronas Yamaha SRT                                                | Yamaha YZR-M1      | 96 | Jake Dixon              | QAT     | DOH     | POR     | SPA     | FRA     | ITA     | CAT     | GER     | NED     | EST     | AUT     | GBR 19  | ARA Ret | RSM     | AME     | ERM     | ALG     | VAL     |         |    | 30.º | 0       | 10.º | 96  |

- * Temporada en curso.